# Galaxia lenticular M84
Messier 84 (también conocido como M84 o NGC 4374) es una galaxia lenticular -también clasificada en ocasiones cómo galaxia elíptica- en la constelación de Virgo. Fue descubierta por Charles Messier en 1781. M84 está situada en el núcleo interno del altamente poblado cúmulo de galaxias de Virgo.
Dos características son distintivas de la galaxia M84. En primer lugar, contiene un mecanismo central que arroja dos chorros pequeños, pero bien visibles, que pueden ser observados en imágenes de radio. En segundo lugar, investigaciones llevadas a cabo con el Telescopio Espacial Hubble han puesto de manifiesto que el núcleo de la galaxia M84 posee un objeto central masivo de 180 millones de masas solares, concentradas en menos de 26 años luz desde el centro de la misma. La presencia de un agujero negro supermasivo viene a confirmarse con la medida de la altísima velocidad de rotación (del orden de 400 km/s) de un disco de gas en el centro de la galaxia.
M84 es rica en cúmulos globulares, con una población estimada en alrededor de 1800; sin embargo, es un número relativamente bajo para una galaxia elíptica gigante. Ello junto a una frecuencia alta de supernovas de tipo Ia sugiere la presencia de una población estelar relativamente joven -la cual, sin embargo, no ha sido encontrada por ahora-, y además que es una galaxia lenticular vista de frente y no una elíptica.
M84 tampoco parece haber absorbido a galaxias menores recientemente, sobre la base de su carencia de estructuras cómo plumas y conchas de estrellas, que se hallan alrededor de galaxias que sí lo han hecho, cómo por ejemplo su vecina M86.
Núcleo de M84. Obsérvese en la imagen de la derecha la banda de polvo que lo cruza. Imagen tomada por el Telescopio Espacial Hubble
Se han observado tres supernovas en M84: SN 1957B, que llegó a alcanzar magnitud 13, SN 1980I y SN 1991bg.

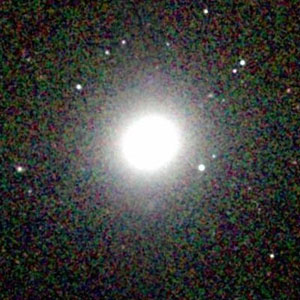
Galaxia M84 por el 2MASS.